# Ozaki Yukio

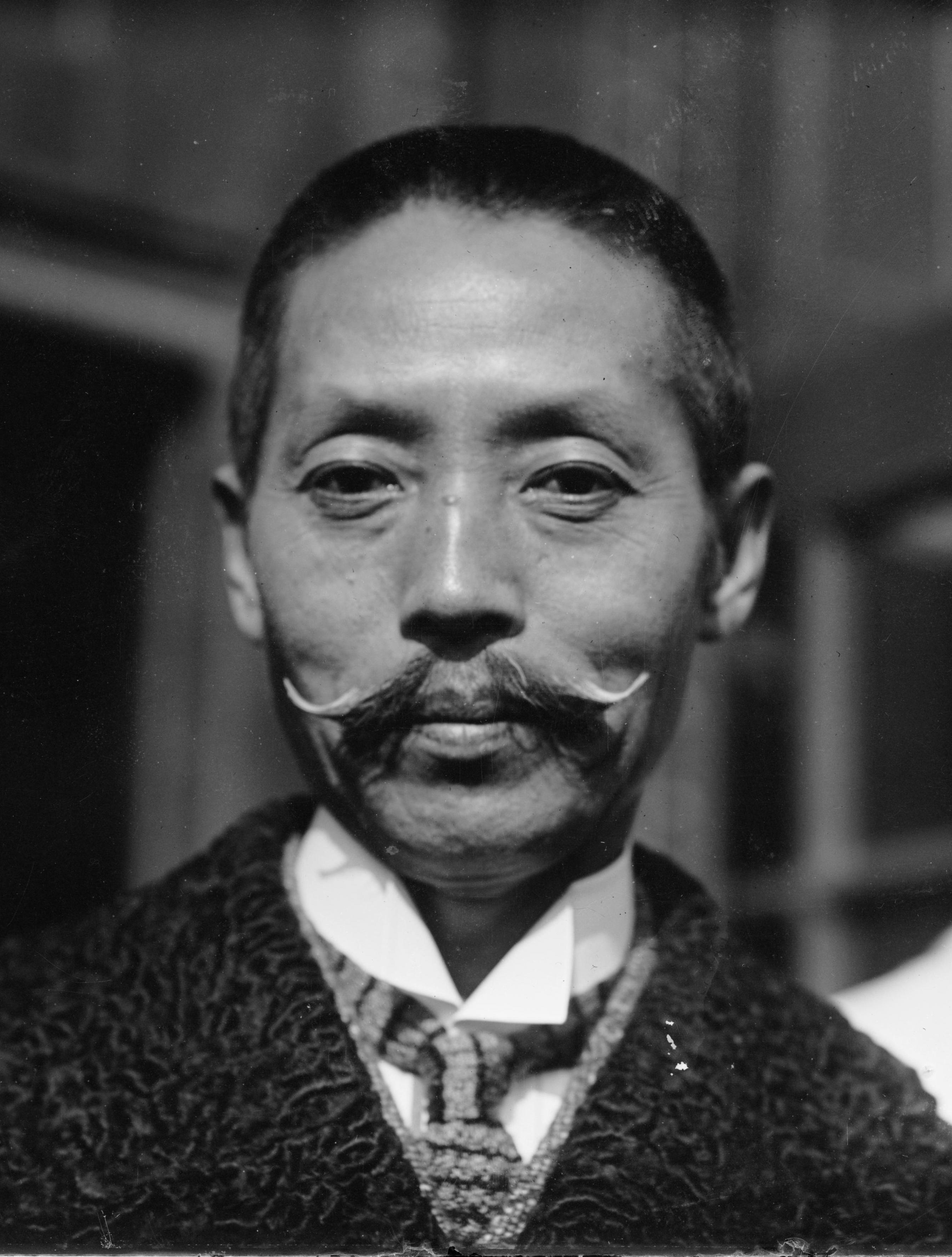
Ozaki Yukio (1917)

Ozaki Yukio (japanisch 尾崎 行雄; * 24. Dezember 1858 in Matano, Provinz Sagami (heute: Sagamihara); † 6. Oktober 1954) war ein japanischer Politiker und gilt als einer der Väter der japanischen parlamentarischen Demokratie.

## Leben und Wirken
Ozaki Yukio wurde 1858 in der Provinz Sagami geboren. 1874 bis 1876 besuchte er die Keio Gijuku, eine von Yukichi Fukuzawa gegründete Privatschule, aus der später die Keiō-Universität hervorgehen sollte. Auf Empfehlung Fukuzawas wurde er 1879 Chefherausgeber der Niigata Shimbun, einer lokalen Zeitung in der Präfektur Niigata. Während seines Aufenthaltes in der Präfektur half Ozaki beim Aufbau des dortigen Präfekturparlaments.
1885 wurde Ozaki in das Parlament der Präfektur Tokio gewählt, musste 1887 jedoch die Präfektur verlassen, da sein Name sich unter denen der 600 politischen Aktivisten befand, die im Zuge der Aufrechterhaltung der Öffentlichen Ordnung für drei Jahre aus der Hauptstadt verbannt wurden. Ozaki bereiste in der Folgezeit die Vereinigten Staaten sowie das Vereinigte Königreich. 1889 kehrte er schließlich nach Japan zurück. 1890 erfolgte seine Wahl in das japanische Unterhaus, das nach dem Inkrafttreten der Meiji-Verfassung nun zum ersten Mal zusammen trat. Seinen dortigen Sitz behielt er für die nächsten 63 Jahre. 1898 wurde Ozaki Bildungsminister im Kabinett von Premierminister Ōkuma. In dessen zweitem Kabinett war er von 1914 bis 1916 Justizminister.
1903 wurde Ozaki zum Bürgermeister von Tokio ernannt. Während seiner Amtszeit, die bis 1912 dauerte, schenkte er der Stadt Washington, D.C. zusammen mit Takamine Jōkichi 3020 Japanische Blütenkirschen, die im West Potomac Park gepflanzt wurden.
In den folgenden Jahren setzte Ozaki sich vor allem gegen den steigenden Einfluss des Militärs und die drohende Militarisierung ein. Während der Mandschurei-Krise 1931 hielt er sich auf Einladung der Carnegie Endowment for International Peace in den Vereinigten Staaten auf. Infolge des Einmarschs japanischer Truppen in die Mandschurei reiste Ozaki nach Europa weiter und kehrte erst 1933 nach Japan zurück.
Nach dem Zweiten Weltkrieg setzte er sich für eine Entspannung der amerikanisch-japanischen Beziehungen ein. 1953 wurde er zum Ehrenmitglied des japanischen Parlaments und zum Ehrenbürger von Tokio ernannt.
Ozaki starb am 6. Oktober 1954 im Alter von 95 Jahren. 1960 wurde ihm zu Ehren die Ozaki Memorial Hall in der Nähe des japanischen Parlamentsgebäudes errichtet.

## Schriften
- Ozaki Yukio: The Autobiography. The Struggle for Constitutional Government in Japan. Übersetzt von Fujiko Hara. Mit einem Vorwort von Marius B. Jansen. Princeton University Press, Princeton 2001 (Vorschau).